# Розпад Київської Русі

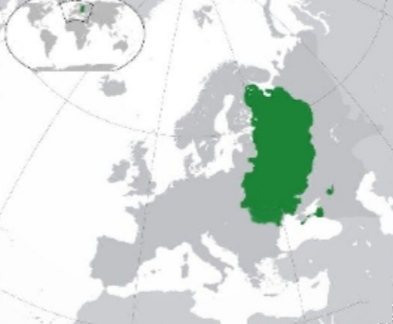
Київська Русь перед поділом на уділи (1054)

Розпад Київської Русі — процес феодального роздроблення Київської Русі на удільні князівства, який почався в XI ст. і тривав до XIV ст., коли землі Русі почали консолідуватись навколо нових політичних центрів.

## Причини та передумови
Доктор історичних наук Олександр Назаренко головними причинами розпаду Русі називає династичні обставини колективного сюзеренітету. Видається спрощенням ототожнювати кінець єдиновладдя в Київській Русі після смерті Ярослава Мудрого (1054) з початком розпаду. Трохи більше виправданий погляд на перші стійкі уділи-вотчини князів-ізгоїв XI ст., тобто князів, які випадали із системи братського співволодіння, — полоцьких Ізяславичів і південноволинських (згодом — галицьких) Ростиславичів — як на своєрідних передвісників удільної роздробленості Русі. І все ж за своєю сутністю такі «ізгойські» уділи-вотчини про початок розпаду у власному розумінні ще не свідчать, оскільки де-юре, за династичними поняттями того часу, вони перебували під верховною владою київських князів. Отже, попри династичну основу і династичну зовнішню форму, роздробленість Русі за природою цілком династичною не була.

## Історія

### Русь за Ярославичів. Початок розпаду

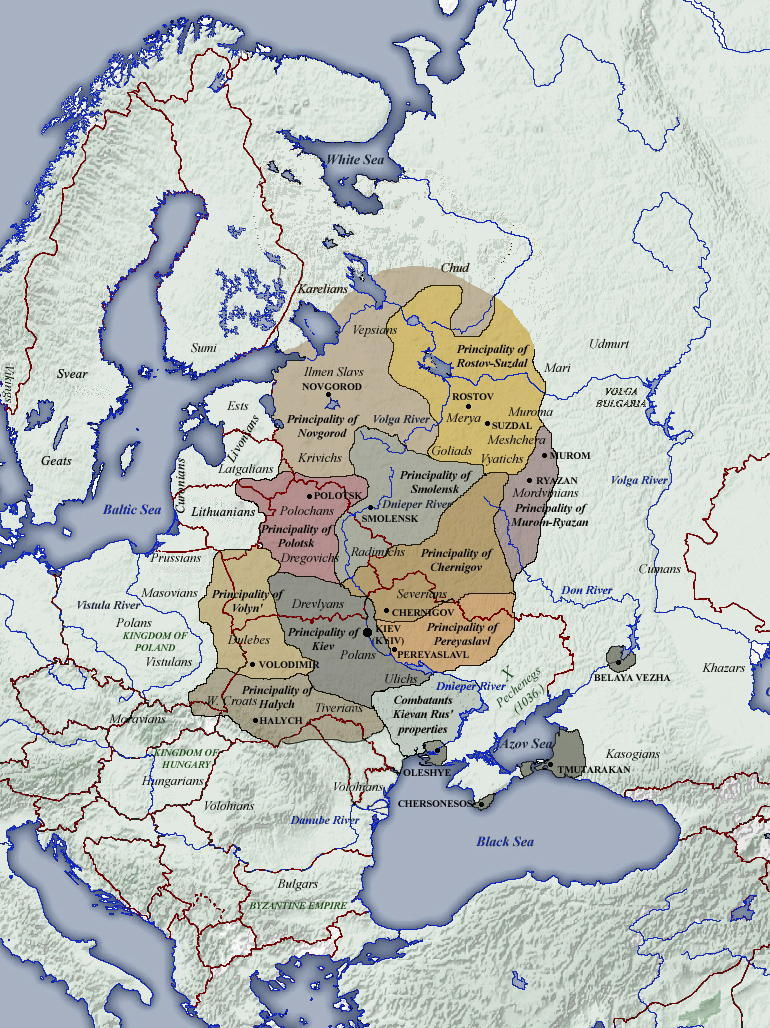
Руські князівства на поч. ХІІ ст.

Згідно із заповітом Ярослава Мудрого, Русь була поділена між його синами, племінниками й онуками. Троє старших синів отримали більші уділи:
- найстарший син Ізяслав отримав Київ, Новгород, Древлянську й Турівську землі;
- другий Святослав — Чернігів із Сіверською землею;
- Всеволод — Переяслав з Ростово-Суздальською землею.

Двом меншим синам відійшли менші уділи:
- Ігорю — Волинська земля;
- В'ячеслав — Смоленськ.

У Полоцьку ще з початку XI ст. князював Всеслав Брячиславич. Внук Ярослава Мудрого Ростислав Володимирович мав отримати Галицьку землю, однак, чи дійсно він її отримав, серед істориків точаться суперечки.
Старшим князем Русі, згідно із заповітом, був Ізяслав Ярославович. Ярослав Мудрий, навчений власним гірким досвідом боротьби за київський стіл, намагався убезпечити від цього своїх дітей. Він закликав їх жити в мирі й злагоді й коритися волі Ізяслава як старійшого. Втім, для спільного управління країною троє старших Ярославичів (Ізяслав, Святослав і Всеволод) утворили тріумвірат і упродовж 15 років разом вирішували найважливіші справи.
Міжусобиці почалися коли полоцький князь Всеслав Брячиславич у 1065—1066 здійснив два грабіжницькі походи на володіння дядьків, у відповідь Ярославичі у 1067 пішли походом на Полоцьк, перемогли Всеслава і ув'язнили його у Києві. Однак, вже наступного 1068 р. тріумвірат зазнав поразки від половців на р. Альті, після чого у Києві піднялось народне повстання учасники якого посадили на княжіння Всеслава. Ізяслав Ярославич був змушений втікати в Польщу за військовою допомогою і в 1069 повернув собі Київ.
Тріумвірат остаточно розпався у 1073, коли Святослав і Всеволод знову вигнали Ізяслава з Києва, перший сів у столиці, а другий — в Чернігові. 1076 року Святослав помер, й Ізяслав вернувся до Києва, однак вже в 1078 р. він загинув у битві на Нежатій Ниві, і престол перейшов до Всеволода (1078—1093), після якого у Києві сидів Святополк Ізяславич (1093—1116).
За їхнього правління процес розпаду Київської Русі продовжився. 1084 року в Підкарпатській землі вокняжились брати Ростиславичі — Рюрик, Володар і Василько. Спроби великого князя київського прогнати їх звідти зазнали невдачі. У 1094 році за підтримки половців Чернігівське князівство здобув Олег Святославич. Святополк та Володимир Мономах хотіли схилити Олега на свій бік у боротьбі проти половців, та той відмовився. Олег був звинувачений у зраді, проти нього розпочалася війна, у якій йому вдалось відстояти свою отчину. На Любецькому з'їзді у 1097 р., який був покликаний припинити князівські усобиці та почати спільну боротьбу з половцями було погоджено «кожен хай держить отчину свою!». Цим розпочався процес закріплення руських земель за окремими династіями: в Перемишльському і Теребовлянському князівствах залишились Ростиславичі, Чернігівське та Муромське князівства були закріплені за Святославичами, а Волинь у руках Давида Ігоровича. Святополк правив у Київській землі, до якої входили також Турово-Пінщина, Дреговицька земля і Погорина та в Новгороді, а Володимир Мономах закріпився у Переяславській, Смоленській та Ростово-Суздальській землях.

### Спроби об'єднання
Процес розпаду Київської Русі на удільні князівства вдалось на деякий час зупинити Великим князям Київським Володимиру Мономаху (1113—1125) та його сину Мстиславу Великому (1125—1132). У 1113 році, після повстання киян Володимир став великим князем. Йому вдалось зосередити у своїх руках владу на 3/4 території Київської Русі. Крім великої київської землі під його владою перебували Переяславське, Смоленське і Ростово-Суздальське князівства. У Новгородському князівстві сидів старший син Мономаха, Мстислав. Чернігово-Сіверські Святославичі, Галицькі Ростиславичі та Полоцькі князі визнавали верховну владу Володимира та підкорялись йому.
Ще більших успіхів вдалось досягти Мстиславу Володимировичу. У 1127 р. після усобиці між потомками Святослава Ярославича, йому вдалось закріпитись у Курському князівстві де Мстислав посадив свого старшого сина, Ізяслава. У 1127—1129 рр. Мстислав здійснив 2 походи на Полоцьке князівство внаслідок яких місцеві князі Всеславичі були вигнані з батьківських столів і відправлені на заслання у Візантію.

### Остаточний розпад

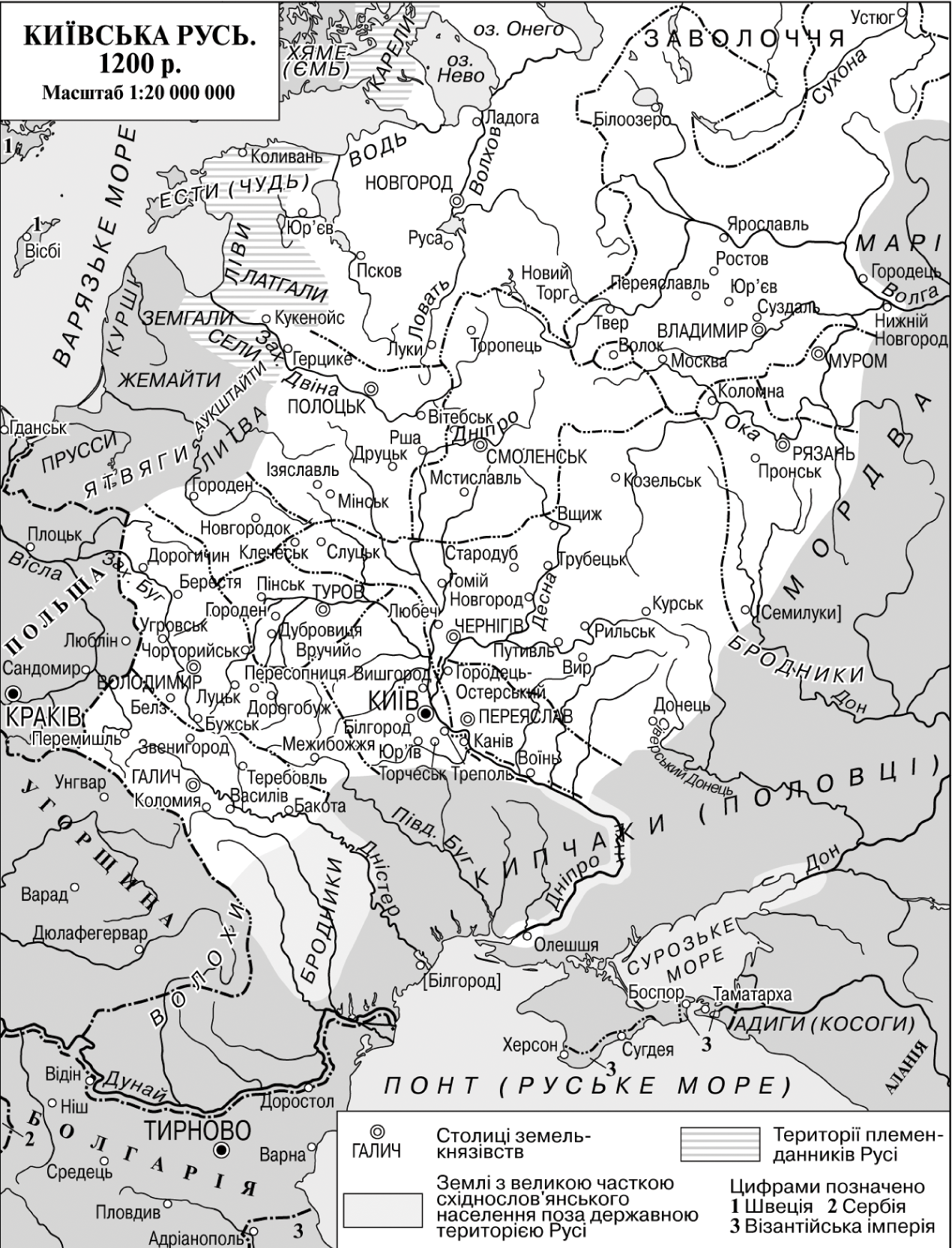
Руські князівства у 1200 р.

Остаточно тенденція до роздробленості взяла гору на середину 12 ст., У 1130—70-х рр. в результаті боротьби за київський стіл між волинсько-смоленськими Мстиславичами, владимиро-суздальськими молодшими Мономашичами (Юрієм Долгоруким та його нащадками) і чернігівськими Ольговичами з усією визначеністю проявився політичний поліцентризм Русі, який аж ніяк не був лінійним.
З вокняжінням Юрія Долгорукого в Ростові на початку XII ст. бере початок відокремлення Ростово-Суздальської землі, де стали княжити його нащадки. 1127 роком можна датувати остаточне відокремлення Чернігіво-Сіверської землі. У цьому році відбувся поділ володінь нащадків Святослава Ярославича, закріплених за ними Любецьким з'їздом, на Чернігівське князівство, що дісталася синам Давида і Олега Святославичів (з 1167 року, після припинення гілки Давидовичів, в ньому княжили тільки Ольговичі) і Муромське, де став правити їх дядько Ярослав Святославич. Пізніше Муромське князівство розділилося на два — Муромське і Рязанське під управлінням різних гілок нащадків Ярослава: нащадки Святослава Ярославича княжили в Муромській землі, його брата Ростислава — в Рязанскій. Смоленська земля закріпилася за нащадками Ростислава Мстиславича, онука Володимира Мономаха, котрий княжив у Смоленську з 20-х рр. XII в. У Волинському князівстві стали правити нащадки іншого онука Мономаха — Ізяслава Мстиславича. У другій половині XII в. за внуко князя Святополка Ізяславича закріплюється Турово-Пінське князівтво.

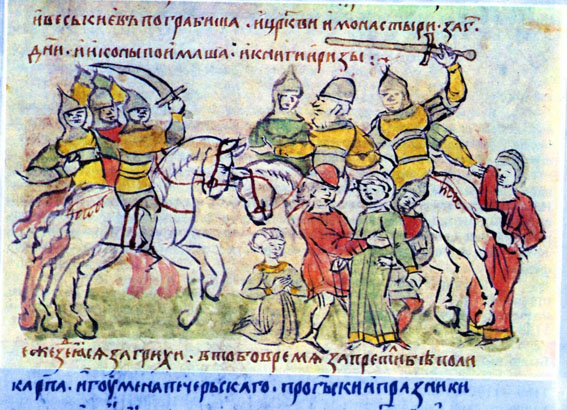
Розорення Києва Андрієм Боголюбським у 1169 р. Мініатюра з Радзивілівського літопису.

Князі Волинської (Ізяслав Мстиславич та його нащадки), Смоленської (гніздо Ростислава Мстиславича — Ростиславичі Смоленські), Владимиро-Суздальської і Чернігівської земель розглядали Київську землю (в якій у силу традиційного погляду на Київ як на загальноруський стіл власна династія не утворилася) як предмет політичних домагань. У той же час князі земель Галицької (за правління там Ростиславичів Галицьких, до зламу XII—XIII ст.) і Полоцької були політично цілком незалежними, але таких домагань ніколи не виявляли. У Новгороді Великому, куди раніше призначали князя з Києва, у 1-й пол. XII ст. сформувалася загальновизнана «вільність у князях», яка давала можливість запрошувати сюди князів з різних гілок Рюриковичів. Турово-Пінська, Муромо-Рязанська і Городенська землі, маючи власні князівські династії, але не маючи достатніх військ. ресурсів, були змушені залежати від потужніших сусідів. Переяславську землю слід розглядати радше як владимиро-суздальський ексклав у Середньому Подніпров'ї.

## Наслідки розпаду
За А. Горским: внаслідок розпаду на Русі виникло тринадцять державних утворень, які називались землями. За дев'ятьма з них закріпилась певна князівська династія, а чотири — Київська, Переяславська, Новгородська землі і Псковська волость були «загальноруськими столами», у яких жодна династія остаточно не утвердилась. За В. Кучкіном напередодні Батиєвої навали на Русі було 19 великих князівств-земель, а разом з дрібними уділами їх було 25.
Роздробленість призвела до зниження оборонного потенціалу руських князівств, що збіглося за часом з несприятливою зовнішньополітичною ситуацією. До початку XIII століття крім половецької загрози (яка знижувалася, оскільки після 1185 року половці не робили вторгнень на Русь поза рамками князівських міжусобиць) Русь зіткнулася з агресією з двох інших напрямків. З'явилися вороги на північному заході: католицькі німецькі Ордени та литовські племена, у яких почався розклад родоплемінного ладу, загрожували Полоцьку, Пскову, Новгороду і Смоленську. У внутрішні справи Галицького князівства часто втручалася Угорщина. У 1237—1240 роках відбулося монголо-татарська навала на Русь, після якої руські землі (за винятком полоцької та турово-пінської) потрапили під владу Золотої Орди.
Явище роздрібненості суперечливе і неоднозначне. З одного боку, воно зумовило втрату державної єдності, князівські міжусобиці, ослаблення держави, зниження обороноздатності, з другого — стало підґрунтям формування великого землеволодіння, прогресу у сільському господарстві, піднесення міст, значного зростання чисельності населення, розвитку східнослов'янської культури.

## Зауваження
1. ↑  Але достеменно відомо, що Ростислав правив у Тмуторокані бл. 1064—1067